# Hedia Trabelsi
Pour les articles homonymes, voir Trabelsi.
Hedia Trabelsi, née le 2 janvier 1992, est une lutteuse tunisienne.

## Carrière
Hedia Trabelsi évolue dans la catégorie des moins de 55 kg. Elle obtient une médaille de bronze aux Jeux méditerranéens de 2009 à Pescara, aux championnats d'Afrique 2011 à Dakar et aux championnats d'Afrique 2013 à N'Djaména.